# Studio 100 Pop-Up Theater

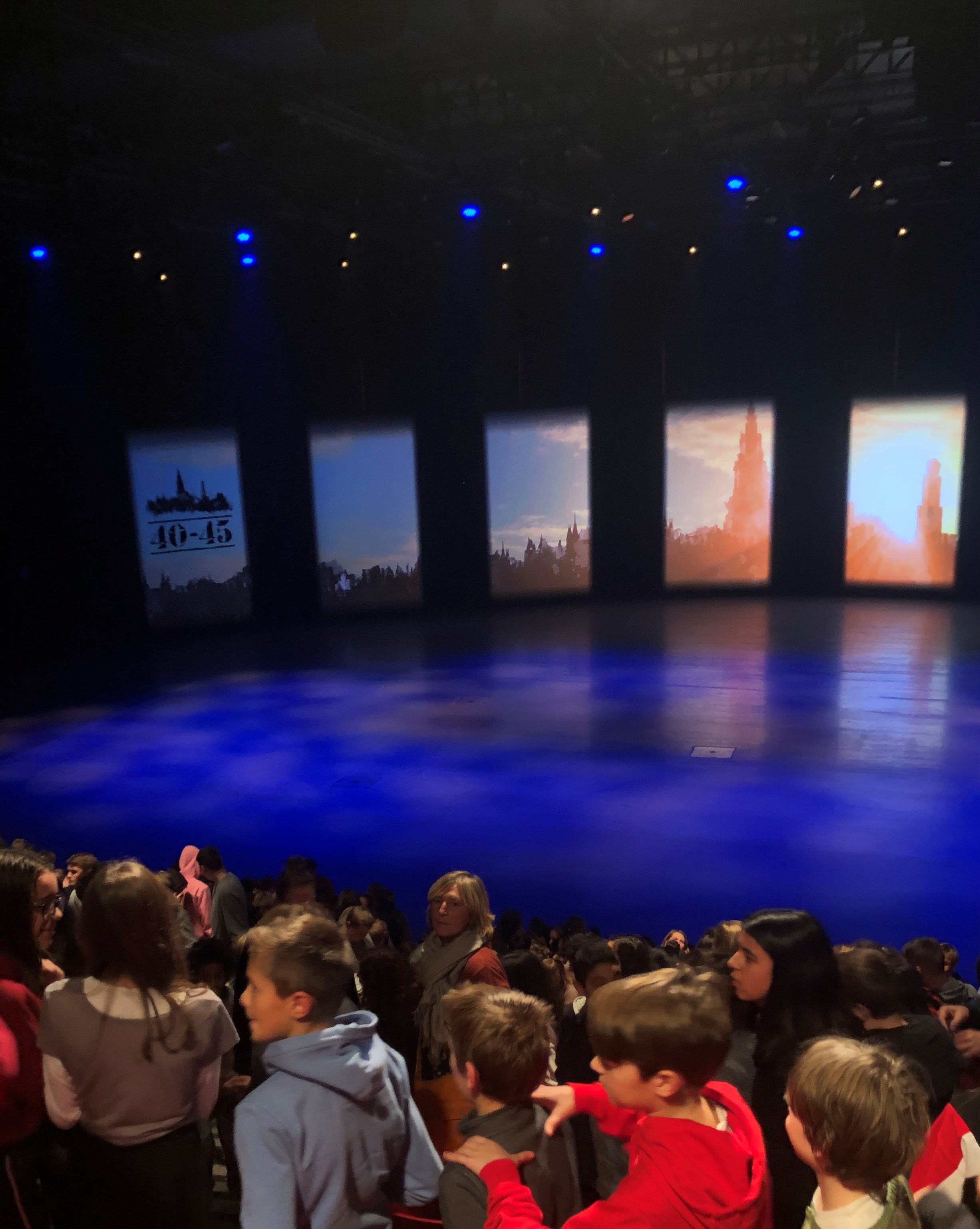
De zaal net na de musical 40-45 in het Studio 100 Pop-Up Theater.

Het Studio 100 Pop-Up Theater was een tijdelijk theatergebouw in de gemeente Puurs-Sint-Amands dat eigendom is van Studio 100 en gebouwd werd in 2018 door het Belgische bedrijf Spantech International SA. Aanvankelijk moest het enkel de voorstellingen van ‘40-‘45 huisvesten, maar omwille van het grote succes voerde men er nog verschillende andere producties op. In oktober 2024 werd aangekondigd dat het theater gesloten zal worden voor de zomer van 2025.
Op 15 juni 2025 werd de laatste voorstelling gespeeld. De grote hal zal hierna worden afgebroken en verkocht.

## Geschiedenis

### Ontstaan
Doordat Studio 100 de voorstellingen van '14-'18 in Mechelen moest stopzetten in november 2014, om plaats te maken voor andere voorstellingen, besloot CEO Gert Verhulst om een eigen theater te bouwen, dat volledig kon worden gebruikt voor voorstellingen van Studio 100.
Het oude gebouw van H&M en de omliggende bedrijfshallen en vrije ruimte in Puurs werden vanaf februari 2018 omgebouwd tot het Pop-up Theater. De ‘musical-arena’ is een vrijdragende aluminiumconstructie met een oppervlakte van 90 op 75 meter en een hoogte van 17 meter, aangeleverd door het Belgische bedrijf Span-Tech. Puurs werd gekozen omwille van zijn goed bereikbare ligging voor het openbaar vervoer en aan de N16 en A12. Na 7 jaar lang een succesvolle theaterzaal geweest te zijn, sluit het Studio 100 Pop-Up Theater de deuren tegen de zomer van 2025.

#### Tribune & LED-schermen
Het publiek neemt plaats op acht rijdende tribunes, die allen gestuurd worden door een lokaal op laser gebaseerd navigatiesysteem. Op die manier kunnen verschillende constellaties aangenomen worden, waardoor het spektakel een extra dynamisch karakter krijgt en het publiek meer betrokken wordt bij het verhaal. Iedere tribune weegt 40 ton, is 8 meter hoog, 7 meter breed en 17 meter diep. In totaal kunnen er 1662 toeschouwers plaatsnemen op de tribunes.
Met deze nieuwe technologie zijn er regelmatig storingen. Voor veiligheidsmaatregelen maken de tribunes een noodstop. In de tribunes zit een systeem dat ook wel safety edges genoemd wordt, als veiligheid voor de acteurs. Als je er zo één raakt, stopt alles met bewegen. Doordat deze detectie zo gevoelig is, komen de tribunes vaak onnodig tot stilstand. Door een gelijkaardige software-storing werd een voorstelling van '40-'45 stilgelegd op 18 september 2019.

#### Hoofdtelefoons
Op de tribunes is elke zitplaats voorzien van een Sennheiser hoofdtelefoon. Omdat het publiek en de tribunes voortdurend van positie veranderen, is een conventioneel luidsprekersysteem niet geschikt voor dergelijke producties. Met het huidige systeem kan er ook gebruik gemaakt worden van immersive audio, voor een aangename en realistische ervaring. In elke tribune zitten er microfoons verwerkt die het omgevingsgeluid registreren. Dat geluid wordt per tribune gemixt met de muziek en spraak van de musical, waardoor bijvoorbeeld voetstappen of voorbijrijdende voertuigen realistisch gehoord worden, en het publiek zich niet afgesloten voelt. Daarnaast is er in iedere tribune een subwoofer geplaatst. Hierdoor ervaren toeschouwers het geluid van bijvoorbeeld een ontploffing nog intenser. Al deze audio wordt draadloos overgebracht.
Het systeem biedt ook de mogelijkheid om audiodescriptie voor blinden/slechtzienden mee te geven of om de gedubde versie voor anderstaligen te horen. Voor aankondigingen en noodoproepen zijn er ook conventionele luidsprekers voorzien.

### COVID-19
Omtrent de COVID-19-epidemie die in 2019 ontstond, werden ook in België maatregelen getroffen in maart 2020. Hierdoor was Studio 100, zoals velen, genoodzaakt meerdere voorstellingen uit te stellen. Voorstellingen van de musical "Daens", de spektakel-musical "40-45" en de Samson & Gert Afscheidsshow werden van 11 maart t.e.m. 2 november 2020 afgelast. Studio 100 contacteerde alle mensen die reeds een ticket hadden gekocht voor die voorstellingen, zodat deze vergoed of verplaatst konden worden.
Vanaf 3 november 2020 zouden '40-'45 en Daens hervat worden, met verminderde publiekscapaciteit en uitgebreide coronamaatregelen. Er werden voorstellingen gepland tot 29 november 2020, maar bij de bekendmaking van de tweede lockdown op 27 oktober 2020, werd beslist ook deze voorstellingen af te lassen. De voorstellingen zijn sinds 4 augustus 2021 officieel hervat.

### Einde
In oktober 2024 werd aangekondigd dat het Pop-Up Theater na bijna 7 jaar, waarvan iets meer dan 6 jaar daadwerkelijk geopend te zijn (exclusief de coronasluiting) de deuren zou sluiten. In die tijd bezochten bijna 2 miljoen mensen het theater. De voorstellingen van de musical Tien om te Zien zouden nog doorgaan, samen met extra voorstellingen van spektakelmusical '14-'18 in het voorjaar van 2025, maar voor de zomer van 2025 sluit het theater definitief. Als reden voor de sluiting vermeldt men de huurkost die fors gestegen is en een tijdelijke vergunning die afloopt. Studio 100 werkt naar verluidt aan een nieuw concept en verhaal voor een volgende musical. Eerst wordt er een pauze ingelast, zeker tot midden 2026, omdat "Vlaanderen maar 6 miljoen inwoners heeft" en het handenvol geld kost om 2 keer per jaar een nieuwe musical te blijven lanceren om die kleine doelgroep te blijven aantrekken. Intussen wil Studio 100 hun internationale dromen verder waarmaken. Na '40-'45 in Nederland kijkt men verder naar bijvoorbeeld Duitsland om het concept "spektakelmusical" te exporteren.

## Voorstellingen
Voorstellingen die overlappen werden met afwisselende periodes uitgevoerd.
| Voorstelling                | Première                                            | Laatste voorstelling                                | Beschrijving/Opmerkingen |
| --------------------------- | --------------------------------------------------- | --------------------------------------------------- | --- |
| '40-'45                     | 7 oktober 2018                                      | 3 juli 2022                                         | Verhaal over de Tweede Wereldoorlog over Liefde en Hoop. Twee liefdevolle broers verliezen de moed. |
| 30 jaar VTM show            | 1 februari 2019                                     | 1 februari 2019                                     | Eenmalige show, uitgezonden en geproduceerd door VTM. |
| 20 jaar K3                  | 6 april 2019                                        | 21 april 2019                                       | |
| De Battle                   | november 2019                                       | november 2019                                       | Televisieprogramma, vier afleveringen, uitgezonden door VIER en RTL 4. |
| Samson & Gert Afscheidsshow | 21 december 2019                                    | 16 april 2022                                       | De originele einddatum, 19 april 2020, werd verplaatst wegens COVID-19. |
| De Gouden Schoen            | Uitreikingen 2019 & 2020                            | Uitreikingen 2019 & 2020                            | Eenmalige shows, enkel toegang voor BV's, uitgezonden en geproduceerd door VTM. |
| Daens                       | 22 februari 2020                                    | 1 oktober 2022                                      | Herbewerking van de gelijknamige Studio 100 musical van 2008. |
| Vergeet Barbara             | 14 december 2022                                    | 2 juli 2023                                         | Feelgood-musical met de hits van Will Tura. De originele startdatum, 17 maart 2021, werd verplaatst wegens COVID-19. |
| Kastaars!                   | 28 januari 2023, 27 januari 2024 en 8 februari 2025 | 28 januari 2023, 27 januari 2024 en 8 februari 2025 | Eenmalige uitreikingen van de Vlaamse mediaprijzen. |
| Red Star Line               | 23 maart 2023                                       | 31 maart 2024                                       | Spektakelmusical met liefdesverhaal over Vlamingen die met de gelijknamige Belgische rederij naar Amerika trekken. |
| '14-'18                     | 5 juni 2024                                         | 13 april 2025                                       | Spektakel-bewerking van de gelijknamige musical uit 2014. Het succes van die musical in de Nekkerhallen in Mechelen stond mee aan de wieg van de bouw van het Pop-Up Theater voor opvolger ‘40-‘45. Waar de vorige versie tribunes had die maar in één richting konden bewegen, biedt het Pop-Up Theater veel meer mogelijkheden. |
| Tien om te Zien de musical  | 11 december 2024                                    | 15 juni 2025                                        | Feelgood-musical gebaseerd op het populaire televisieprogramma Tien Om Te Zien |